# Kurubaramallenahalli, Tiptur
Kurubaramallenahalli là một làng thuộc tehsil Tiptur, huyện Tumkur, bang Karnataka, Ấn Độ.